# Amblyptilia kosteri
Amblyptilia kosteri là một loài bướm đêm thuộc họ Pterophoridae. Loài này có ở Argentina và Brasil.
Sải cánh dài khoảng 20 mm. Con trưởng thành bay vào tháng 6 và tháng 11.